# Muzeum užitého umění v Budapešti
Muzeum užitého umění (maďarsky: Iparművészeti Múzeum) je muzeum v maďarském hlavním městě Budapešti. Jde o třetí nejstarší muzeum užitého umění na světě. Zřízeno bylo roku 1872 rozhodnutím Uherského sněmu. Jeho budova byla postavena v letech 1893 až 1896 podle návrhu architekta Ödöna Lechnera, v secesním stylu. Budova patří k nejcharakterističtějším v Lechnerově tvorbě a je zajímavé, že k vnitřní výzdobě užil řadu islámských a hinduistických motivů. Vznikla speciálně pro projekt muzea. Nachází se na bulváru Nagykörút (Velká okružní ulice), ve čtvrti Ferencváros. Byla těžce poškozena v letech 1945 a 1956, ale podařilo se ji obnovit. V muzeu je umístěna sbírka kovových výrobků, nábytku, textilu, skla, šperků, hodin, hracích skříněk, keramiky a porcelánu. K nejcennějším patří sbírka secesních předmětů. Pozoruhodná je také sbírka osmanských koberců. Muzeum má také vlastní knihovnu. Pod Muzeum užitého umění spadá i Muzeum východoasijského umění Hoppa Ference a Palác Nagytétény, kde je umístěna sbírka nábytku.